# Dalmatinski vražemil
Dalmatinski vražemil (lat. Goniolimon dalmaticum) je endemska biljka iz porodice Plumbaginaceae.

## Rasprostranjenost
Ovaj endem pronađen je na otoku Pagu, u uvali Poljud kod Splita i u okolici Trogira.

## Izgled
Ima cjelovito lišće skupljeno u rozetu bez palistića. Obrnuto je jajoliko, na kratkoj peteljci, modrozelene boje s bijelim točkama. Cvjetovi su višesimetrični i crveni. Vjenčić ima 5 latica. Plodnica je nadrasla, ima 1 sjemeni zametak. Plod je suh. 

## Ekološki zahtjevi
Raste uz morske obale, na stijenama i šljunkovitim mjestima, koja nisu izvrgnuta izravnim poplavama. Mogao bi biti iskorijenjen, jer se javlja na staništima prikladnim za poljoprivredu. 

## Vanjske poveznice
- http://www.northwesthort.com/catplant.asp?pid=192  Arhivirana inačica izvorne stranice od 13. studenoga 2006. (Wayback Machine)